# 马集镇 (淮滨县)
马集镇，是中华人民共和国河南省信阳市淮滨县下辖的一个乡镇级行政单位。

## 行政区划
马集镇下辖以下地区：
马集村、龙泉村、李圩村、鲁圩村、刘大元村、陈庄村、帅庄村、徐楼村、洛庄村、郭集村、方元村、文庄村、赵庄村、彭庄村和项元村。